# Alex-Serge Vieux
Pour les articles homonymes, voir Vieux.
Alex-Serge Vieux est un homme d'affaires français né en 1957. Il dirige le groupe Red Herring International.

## Biographie
Diplômé de Sciences-Po, d'HEC et titulaire d'un MBA de l'université Stanford, Alex-Serge Vieux a mené sa carrière au sein de groupes liés à la communication et à l'événementiel autour d'entreprises technologiques. C'est un proche de l'homme politique Dominique Strauss-Kahn et son nom a été cité plusieurs fois lors de la mise en examen de DSK pour « proxénétisme aggravé en bande organisée ».
Il a présidé la commission Infotech, et a tenu des mandats au conseil d'administration d'entreprises variées: Tandem, Compaq, Qualys, etc.
Il a été notamment l'organisateur des conférences ETRE.